# Łopata (SIMC 0269104)
Łopata – kolonia w Polsce, położona w województwie świętokrzyskim, w powiecie jędrzejowskim, w gminie Słupia.
W latach 1975–1998 miejscowość administracyjnie należała do województwa kieleckiego.
Łopata, która posiada identyfikator SIMC 0269104, jest jedną z dwóch kolonii o tej nazwie w tej gminie. Drugą kolonią jest Łopata, która posiada identyfikator SIMC 0269191.